# 駐越南共和國外交機構列表
駐越南共和國外交機構列表為世界各國駐在前東南亞國家越南共和國（南越）的大使館、總領事館及領事館列表。
至1975年覆亡之前，越南共和国曾经得到包括美国在内的95个国家外交承认:5，部分邦交国亦于越南共和国设立了外交代表机构。

## 大使館

### 西貢
| - 巴西（至1969年） - 法國 - 以色列 - 義大利 - 聖座 - 日本 - 高棉共和國 - 马来西亚 | - 荷蘭 - 新西兰 - 菲律賓 - 中華民國 - 泰國 - 英国 - 美国 - 西德 |

## 總領事館

### 西貢
- 法國
- 印度
- 印度尼西亞
- 瑞士

## 領事館

### 西貢
- 比利时（名譽領事）
- 丹麦（名譽領事）
- 挪威（名譽領事）
- 巴拿马（名譽領事）
- 葡萄牙
- 瑞典（名譽領事）

### 順化
- 中華民國（1968年迁至蚬港）[10]
- 美国

### 峴港
- 法國

## 非常駐大使館
- 阿根廷（曼谷）
- 奥地利（曼谷）
- 比利时（馬尼拉）
- 巴西（曼谷）[6]
- 丹麦（曼谷）
- 加彭（台北）[11]
- 希腊（新德里）
- （東京）[5]:221
- 西班牙国（曼谷）[12]
- 瑞典（曼谷）
- 土耳其（曼谷）[13]